# 长齿狭莱黄耆
长齿狭莱黄耆（学名：Astragalus stenoceras var. longidentatus）为豆科黄耆属下的一个变种。

## 扩展阅读
- 維基物種上的相關：长齿狭莱黄耆